# ケータイShoin

## 概要
シャープの携帯電話およびPDAに搭載されていた「ケータイShoin」の変換エンジンにもFSKARENが用いられていた。このことは両者のユーザインタフェイスが類似していること、W-ZERO3に搭載のケータイShoinのファイルに"FSKAREN.ffm"というファイルがあることから分かる。ケータイShoinにはシャープのワードプロセッサ『書院』シリーズの技術が継承されていた。ケータイShoinは少なくともバージョン3の時点では変換性能は必ずしも高いとは言えなかった。
au向けフィーチャーフォンでは2007年秋冬モデル以降の機種で共通プラットフォームのKCP+の日本語入力システムとして標準で+ATOK(ATOK+APOT)が採用されたが、シャープ製端末においてはその後もしばらくケータイShoinが独自搭載されていた。しかしNTTドコモの共通プラットフォームであるオペレータパック(OPP)に標準でiWnnが採用された際には独自搭載は行われなかった。他のキャリア向け機種においても2010年以降の秋モデル以降（au向けではSH009ならびにSH010以降、ソフトバンクモバイル向けでは001SH以降）はiWnnに変更されケータイShoinは搭載されなくなった。最終バージョンは10だった。バージョンごとの主な変更点は次の通りである。
- ケータイShoin2 - 入力操作のアンドゥ機能（3回前まで）が追加された[3]。簡易版の"ケータイShoin2 mini"も存在した。
- ケータイShoin3 - メモリダイヤルに登録した人名が優先的に変換されるようになり、予測変換の文字数が3文字から5文字に増加し[4]、「頭出し変換」がケータイShoin2までの1行1単語から1行2単語になった[5]。
- ケータイShoin4 - *キーによる“ワンタッチペースト”機能、「スマート文字学習」機能などが追加され、ダウンロード辞書の保存可能数も5から10に増加した[6]。
- ケータイShoin5 - 予測変換精度の向上および変換候補の呈示数が10から12に増加した[7]。
- ケータイShoin6 - AI予測変換や学習機能が強化され、操作性の向上も行われた[8]。
- ケータイShoin7 - 英語予測やURLやメールアドレスの予測に対応し、パーソナルモードが追加された[9]。
- ケータイShoin8 - 受信メールからの単語学習機能、パーソナルモードの自動切り替えが追加された[10]。
- ケータイShoin9 - 文字入力中に辞書と連携して言葉の意味を調べる機能が追加された[11]。ユーザインタフェイスも+ATOKやiWnnなどに近いものになっている。
- ケータイShoin10 - 入力補正機能の追加、マイ絵文字も予測変換候補として呈示されるようになった[12]。

2006年頃、ケータイShoin搭載の一部機種で文章入力中に特定の文字列を入力するとフリーズや再起動が起こる不具合が発生し、預かり修理による対応が行われるに到った。